# Сальдуа, Хосеба
Хосе́ба Сальду́а Бенгоэ́чеа (исп. Joseba Zaldúa Bengoetxea; 24 июня 1992, Сан-Себастьян) — испанский футболист, правый защитник клуба «Кадис».

## Клубная карьера
Сальдуа родился в Сан-Себастьяне, Гипускоа, и является воспитанником местного клуба «Реал Сосьедад». В основную команду он попал, отыграв четыре сезона за резервную команду в Сегунде В.
23 ноября 2013 года Сальдуа сыграл свой первый официальный матч за основную команду, проведя 80 минут на поле в победной (4:3) игре против «Сельты». Примерно месяц спустя он подписал новый контракт с басками до 2016 года.
20 мая 2014 года Сальдуа продлили контракт до 2018 года, что связано с достаточно регулярным появлением на поле за «Реал Сосьедад».